# 문화 코드

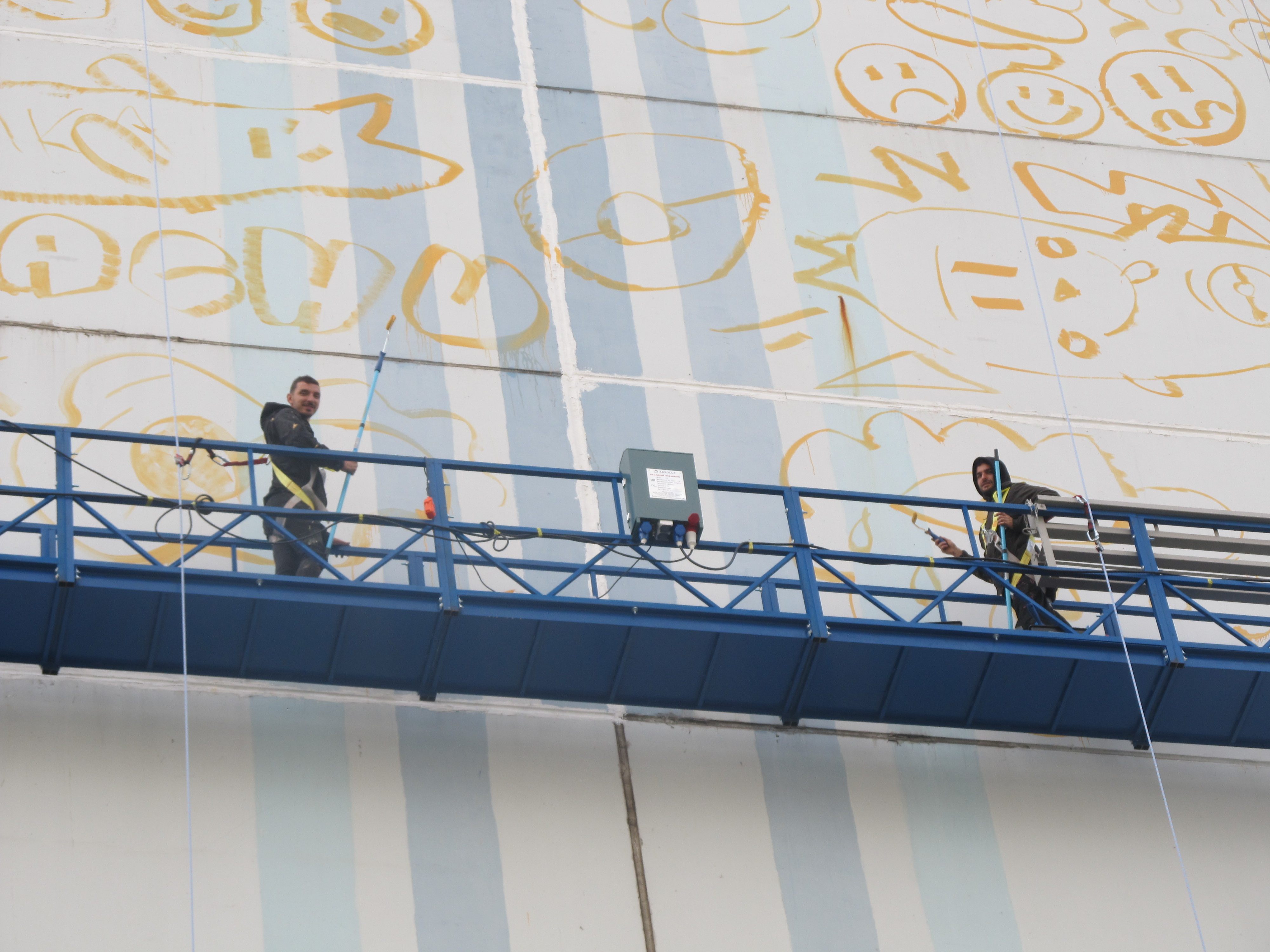

문화 코드는 특정 문화의 특정 영역에 특정한 공유된 관행, 기대 및 관습의 본문에 대한 몇 가지 관련 개념을 가리킨다.
한 가지 해석에 따르면, 문화 코드는 우리 마음 속의 특정 고정관념 그룹과 연관된 이미지 세트를 정의하는 것으로 보인다.이것은 일종의 문화적 무의식이며, 심지어 우리 자신의 이해조차도 감춰져 있지만, 우리의 행동에서도 보여진다. 한 나라의 문화 코드는 그 나라 시민들의 행동 반응을 이해하는데 도움이 된다. 구체적인 행동을 이해하는 데 있어서 핵심 코드는 종교, 성별, 관계, 돈, 음식, 건강, 그리고 문화를 구별한다.

## 같이 보기
- 코드 (기호학)
- 집단 무의식
- 밈